# Derechazo (tauromaquia)
En tauromaquia el derechazo es una suerte del toreo que se ejecuta del mismo modo que el pase natural pero con la mano diestra y la muleta montada con la espada.

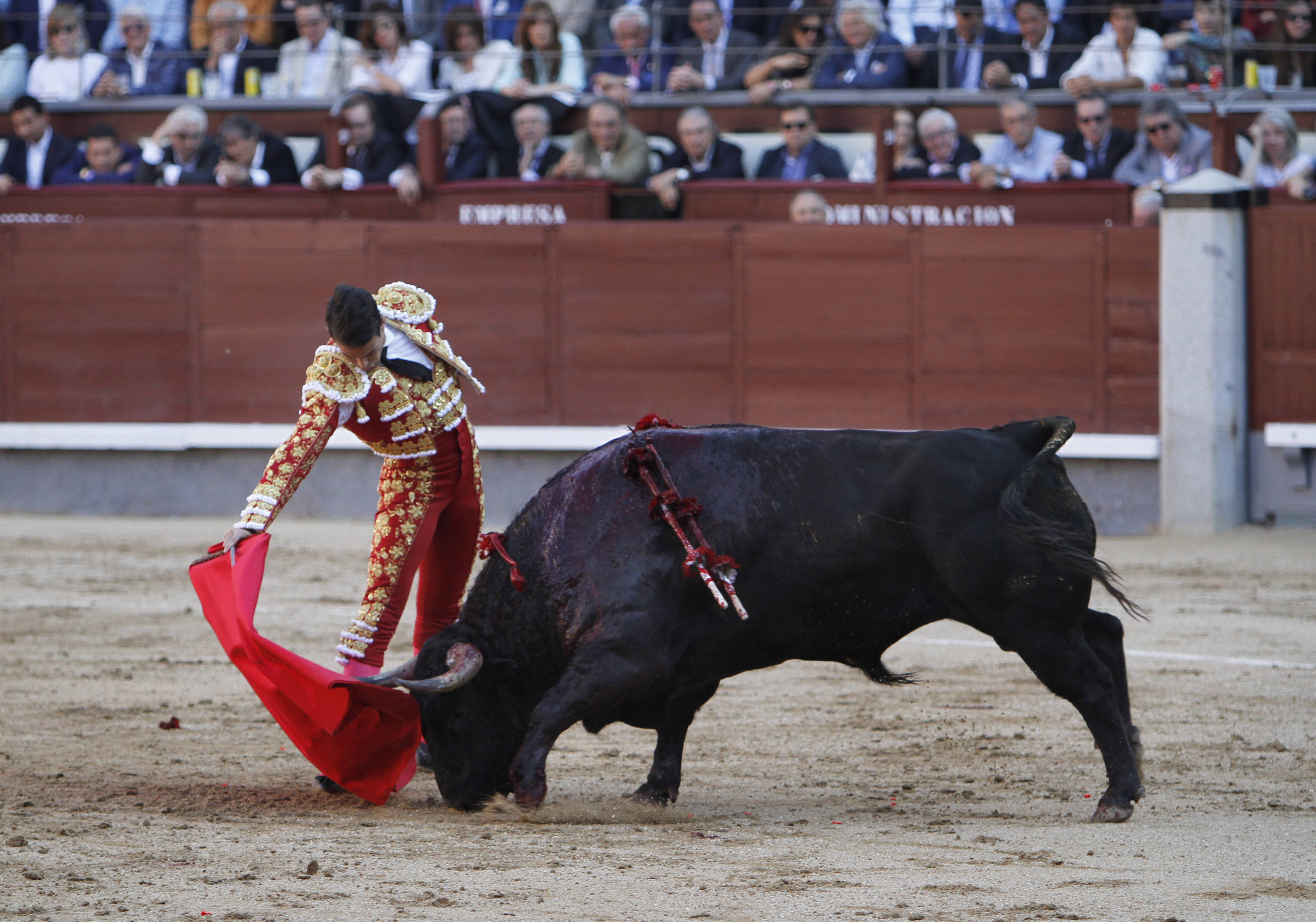
Derechazo de José María Dols Samper, "José Maria Manzanares" el 1 de junio de 2016 en Madrid, a un toro de Victoriano del Río.

Dicha suerte fue creada por Nicanor Villalta. En su momento no fue muy bien visto para algunos, los cuales decían que el toreo puro claramente se ceñía al que se ejecutaba con la mano izquierda.
La manera de llevarlo a cabo es montando la espada en la muleta, siendo la colocación de esta lo más horizontal y plana posible.
Es entonces cuando el torero se adelanta hacia la cara del astado, haciendo hincapié en su pierna izquierda, y una vez que el toro responde al engaño, adelanta su pierna derecha para dirigir al astado hacia el máximo recorrido posible y conseguir la ligazón con el próximo derechazo. De este modo es el torero quien manda en la embestida del toro haciéndole recorrer un semicírculo, que llegará a su fin, cuando el torero lo termina detrás de su cadera.
El derechazo es un pase muy utilizado por todos los toreros, y bien ejecutado permite crear hondura y dominio en el toro.
Toreros como Jose Miguel arroyo o el Viti, han destacado en esta suerte que tanto requiere el toreo de frente. Destacable en esta suerte entre otras es, la faena de Morenito de Aranda y la tanda de derechazos con la que deleitó al público, en la goyesca del 2 de mayo del 2015 en Madrid.